# Medora, Illinois
Medora là một làng thuộc quận Macoupin, tiểu bang Illinois, Hoa Kỳ. Năm 2010, dân số của làng này là 419 người.

## Dân số
Dân số qua các năm:
- Năm 2000: 501 người.
- Năm 2010: 419 người.